# Frank Knox
William Franklin "Frank" Knox  (1. januar 1874 – 28. april 1944) var en amerikansk advokat og politiker, som var marineminister under Franklin D. Roosevelt i det meste af 2. Verdenskrig. Han var også Republikanernes vicepræsidentkandidat ved valget i 1936. 

## Biografi
William Franklin Knox blev født i Boston, Massachusetts, men flyttede til Grand Rapids, Michigan, hvor hans far drev en købmandsforretning da han var ni. Han gik på Alma College i Michigan, hvor han var medlem af Zeta Sigma Fraternity.  
Han gjorde tjeneste i Cuba med Rough Riders under den Spansk-amerikanske krig.
Efter denne krig blev Knox journalist i Grand Rapids, Michigan, hvilket blev indledningen på en karriere som kom til at omfatte ejerskab af adskillige aviser. 
Han ændrede sit fornavn til Frank omkring 1900. I 1912 var kan grundlægger og redaktør af New Hampshires Manchester Leader, forløberen for New Hampshire Union Leader, han støttede Theodore Roosevelts Progressive valgprogram. Under 1. Verdenskrig var Knox advokat for at USA skulle forberede sig på krig og skulle deltage i krigen. Han fungerede som artilleriofficer med rang af major i Frankrig efter at USA gik ind i krigen.
I 1930 blev Frank Knox udgiver og delejer af Chicago Daily News. Som aktiv Republikaner blev han partiets kandidat til vicepræsidentposten ved Det amerikanske præsidentvalg i 1936, under Alf Landon. Landon og Knox var de eneste støtter af Theodore Roosevelt i 1912 som senere blev opstillet til præsidentvalget af Republikanerne. De tabte stort, og vandt kun i delstaterne Maine og Vermont. 
Knox, som var internationalist og gik ind for støtte til Storbritannien blev marineminister i juli 1940, da præsident Roosevelt stræbte efter at appellere til begge partier i sin udenrigs- og forsvarspolitik efter Frankrigs fald.
Som marineminister fulgte Frank Knox Roosevelts direktiv om at udvide US Navy til en størrelse, så den både kunne kæmpe på Atlanterhavet og Stillehavet. Lederen af flådens operationer Ernest J. King havde fuld kontrol over flådens operationer under krigen, og lod ofte Knox være uvidende om planerne. Knox kunne blokere Kings forsøg på at styre anskaffelsen af krigsforsyninger, men i det store og hele blev den civile del af flådens affærer ledet af vicemarineminister James Forrestal, som var tættere på Roosevelt end Knox. Marineminister Knox havde så meget tid til overs, at han efter kontortid ledede sin avis i Chicago. 
Efter en kort serie hjertetilfælde døde Knox i Washington, D.C. den 28. april 1944 mens han stadig var minister. Han blev begravet den 1. maj 1944 på Arlington National Cemetery med militær honnør.

## Senere æresbevisninger og mindesmærker
Gearing-klasse destroyeren USS Frank Knox (DD-742), som blev taget i brug i december 1944, blev opkaldt efter ham.
Hans far var fra New Brunswick og hans mor Sarah Barnard var fra Charlottetown, Prince Edward Island. Det forekommer sandsynligt, at hans forbindelser til Canada førte til at hans enke, Annie Reid Knox i 1948 etablerede et scholarship i hans navn – the Frank Knox Memorial Fellowships – som støtter forskere fra Australia, Canada, New Zealand og Storbritannien, som ønsker at studere ved Harvard University.

## Citat
Knox er velkendt for sine offentlige kommentarer til den tyske massakre på civile i den tjekkiske landsby Lidice i juni 1942 efter mordet på Reinhard Heydrich: "Hvis fremtidige generationer spørger os hvad vi kæmper for [i 2. Verdenskrig], vil vi fortælle dem historien om Lidice."